# II. Inge norvég király
II. Inge Bårdsson (1185 k. – 1217. április 23.) norvég király 1204-től haláláig.
Inge Bård Guttormson (†1194) és Cecília Sigurdsdotter (II. Sigurd leánya) fiaként született. Guttorm halála után tették a trónra. Uralkodása alatt több ellenkirállyal (Haakon Galinn, Philip Simonsson) kellett megküzdenie, és csak 1214-ben tudta egyesíteni a szétszabdalt országot. 1217-ben halt meg, a Nidaros katedrálisban helyezték örök nyugalomra.

## Gyermekei
Inge felesége Gyryd volt, aki egy gyermeket szült férjének:
- Guttorm Ingesson[1][2] (1206 – 1223)